# Raúl Omar Rossi
Raúl Omar Rossi (ur. 13 sierpnia 1938 w Gualeguaychú, zm. 2 lutego 2003 w Buenos Aires) – argentyński duchowny katolicki, biskup diecezji San Martín w latach 2000-2003.

## Życiorys
Święcenia kapłańskie przyjął 3 grudnia 1966.

### Episkopat
20 maja 1992 został mianowany przez papieża Jana Pawła II biskupem pomocniczym archidiecezji Buenos Aires, ze stolicą tytularną Enera. Sakry biskupiej udzielił mu 27 czerwca tegoż roku ówczesny ordynariusz tejże archidiecezji, kard. Antonio Quarracino.
22 lutego 2000 został mianowany biskupem San Martín. Diecezję objął 1 maja tegoż roku.
Zmarł 2 lutego 2003 na raka trzustki.